# ورزشگاه داگاوا (ریگا)
ورزشگاه داگاوا (به لاتین: Daugava Stadium) یک ورزشکاه فوتبال در لتونی است که در ریگا واقع شده‌است.